# 26. Sinfonie (Mozart)
Die Sinfonie Es-Dur Köchelverzeichnis 184 komponierte Wolfgang Amadeus Mozart 1773 in Salzburg. Nach der Alten Mozart-Ausgabe trägt die Sinfonie die Nummer 26.

## Allgemeines

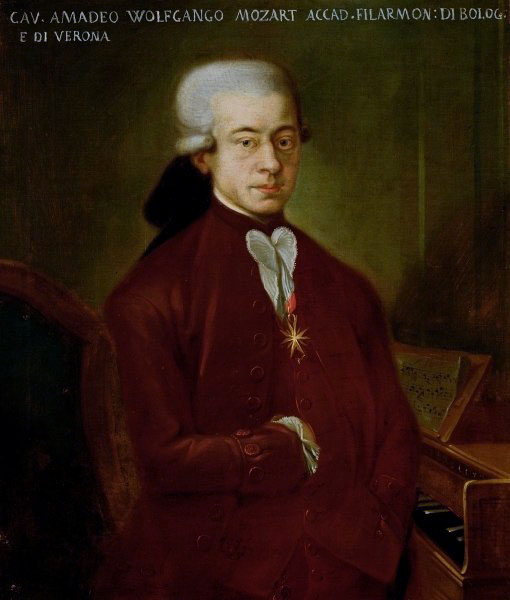
Mozart im Jahr 1777

Zur Entstehung der Salzburger Sinfonien Köchelverzeichnis (KV) 162 bis 202 siehe bei KV 162. Die Sinfonie KV 184 ist im Stile einer italienischen Ouvertüre gehalten: Sie ist nicht viersätzig (wie eine typische Konzertsinfonie), sondern dreisätzig, da das Menuett fehlt. Die Sätze stehen nicht separat, sondern gehen ineinander über, der Übergang vom zweiten zum dritten Satz vollzieht sich sogar ohne Pause. Vermutlich hat Mozart sie als Ouvertüre für die Oper / das Theater konzipiert, wofür auch ihre umfangreiche Bläserinstrumentierung spricht. Daneben konnte das Werk auch separat bei Konzerten aufgeführt werden. Tatsächlich wurde KV 184 in späteren Jahren als Ouvertüre benutzt (wahrscheinlich mit Mozarts Einverständnis), und zwar als Einleitung zu dem Schauspiel „Lanassa“' von Karl Martin Plümicke, einer deutschen Fassung des Schauspiels „La veuve du Malabar“ von Antoine-Marin Lemierre. Dieses Stück wurde von der seit 1779 mit Mozart bekannten Böhm´schen Wandertruppe von 1785 an gespielt, Ende September 1790 anlässlich der Kaiserkrönung in Frankfurt sogar vor Mozart selbst. Böhm griff dabei auch auf Mozarts Musik zu „Thamos, König in Ägypten“ KV 345 zurück.
Ursprünglich wurde aufgrund eines Vermerkes von Vater Leopold Mozart zu Beginn des ersten Satzes angenommen, die Sinfonie sei am 30. März 1773 vollendet worden. Andererseits wirkt (Wolfgang) Mozarts Handschrift im zweiten und dritten Satz wesentlich „älter“, als man für März 1773 annehmen dürfte. Möglicherweise wurden die letzten beiden Sätze von KV 184 daher erst im Spätsommer oder Herbst 1773 komponiert.
Die Sinfonie zeichnet sich durch folgende Besonderheiten aus:
- Sie hat die Anlage einer italienischen Ouvertüre, die Sätze haben keine Wiederholungen;
- Erster Satz: Schroffe Harmoniewechsel von einem Ton der Tonleiter zum nächsten (z. B. von Es-Dur nach f-Moll), schroffe Wechsel in der Dynamik, Fehlen eines melodiösen Themas;
- Starke Gegensätze zwischen den Sätzen: Schnell, mechanisch, energisch (erster Satz) – schleppend, traurig (zweiter Satz) – schnell, melodisch, fröhlich (dritter Satz);
- barockisierende Elemente: gleichförmige Achtelketten im Hauptmotiv vom ersten Satz; strikte Trennung zwischen Bläsern, hohen und tiefen Streichern als Anlehnung z. B. an kammermusikalische Triosonaten zu Beginn des zweiten Satzes; im dritten Satz verhalten sich 1. und 2. Violinen „wie bei einem Concerto, trumpfen solistisch mehrfach auf, doch nicht „klassisch“, mit ausgeprägtem Einzelsolo, sondern „vorklassisch“, mit passagenartigen Doppeleinsätzen“[3].
- Verwendung mehrerer Motive, die Mozart in späteren Werken wieder aufgriff: Die Eröffnung des ersten Satzes in der Sinfonia concertante KV 364 und der Bläserserenade KV 375, den „tragischen“ Ton vom Andante in den langsamen Sätzen von KV 364, dem Klavierkonzert KV 271 und der Serenade KV 320, sowie den Beginn des Finales im Hornkonzert KV 495.[2]

Volker Scherliess (2005) meint, dass die Sinfonie „experimentelle Züge“ trage und dass man das Werk als „eine Studie in unisoni, tremoli, Synkopen und chromatischer Melodik, das heißt in dramatischen, opernhaften Gesten“ verstehen könne. Alfred Einstein (1953) schreibt zu KV 184: „… eine ausgesprochene Ouvertüre, aber für großes Orchester und im ersten Satz so großartig konzertmäßig im Wurf, im Andante (…) so feinsinnig dialogisch durchgebildet, dass man sie zu den frühen Meisterwerken rechnen müsste, wenn nicht der Finalsatz etwas zu leicht wöge.“ Möglicherweise wollte Mozart durch das „leichtere“ Finale die vorher aufgebaute Spannung lösen.

## Zur Musik
Besetzung: zwei Querflöte, zwei Oboen, zwei Hörner in Es, zwei Trompeten in Es, zwei Violinen, Viola, Cello, Kontrabass. Zudem war es damals üblich, zur Verstärkung der Bassstimme ein Fagott und (sofern im jeweiligen Orchester vorhanden) als Generalbass-Instrument ein Cembalo einzusetzen. KV 184 weist somit eine große Bläserbesetzung auf. Bemerkenswert ist, dass Pauken nicht vorgesehen sind, da diese sonst meist parallel mit den Trompeten auftraten. Möglicherweise liegt dies an dem häufigen Wechsel der Tonarten im ersten Satz, bei dem die Pauken nicht eingesetzt werden können.
Aufführungszeit: ca. 10 Minuten.
Bei den hier benutzten Begriffen der Sonatensatzform ist zu berücksichtigen, dass dieses Schema in der ersten Hälfte des 19. Jahrhunderts entworfen wurde (siehe dort) und von daher nur mit Einschränkungen auf die Sinfonie KV 184 übertragen werden kann. – Die hier vorgenommene Beschreibung und Gliederung der Sätze ist als Vorschlag zu verstehen. Je nach Standpunkt sind auch andere Abgrenzungen und Deutungen möglich.

### Erster Satz: Molto Presto
Es-Dur, 4/4-Takt, 135 Takte
Die Audiowiedergabe wird in deinem Browser nicht unterstützt. Du kannst die Audiodatei herunterladen.
Das erste Thema besteht aus zwei kontrastierenden Motiven: (1) signalartiger Es-Dur-Dreiklang im Forte und Unisono des ganzen Orchesters, neunfache Wiederholung mit punktiertem Rhythmus, (2) gebrochener Es-Dur-Dreiklang abwärts in pausendurchsetzer Achtelbewegung der Violinen, piano. Nach der Rückung des Themas zu f-Moll folgen Achtelläufe im Unisono, Sechzehntel-Tremolo, Synkopen und schroffen Harmoniewechseln (z. B. es-Moll, F-Dur, B-Dur). Ab Takt 29 schließt sich ein längerer Piano-Abschnitt mit abgesetzter, fallender Achtelfigur der Violinen an, der zwischen der Dominante B-Dur und der Doppeldominante F-Dur pendelt.
Abrupt geht es ab Takt 43 in den Durchführungsteil über. Dieser besteht im Wesentlichen aus einer Wiederholung der Exposition mit veränderten Harmonien: Hauptthema in B-Dur und c-Moll; Abschnitt mit Läufen und Synkopen, dabei werden u. a. G-Dur, C-Dur, A-Dur, D-Dur, und g-Moll erreicht.
Die Reprise ab Takt 68 stellt dann den dritten Durchlauf des Materials der Exposition dar, nun wieder in den Harmonien wie am Satzbeginn. Das Hauptthema hat ab Takt 112 noch einen vierten Auftritt: zunächst in Es-Dur, dann in f-Moll (also wie in der Exposition) und schließlich in G-Dur (Sequenzierung abwärts).
Ab Takt 124 klingt der Satz mit Wechsel von c-Moll und G-Dur in ruhiger Viertelbewegung mit Synkopen aus. Das Satzende besteht aus der dreifachen Wiederholung eines G-Dur-Akkordes im Pianissimo sowie einer Generalpause mit Fermate im letzten Takt. G-Dur wirkt hier als Dominante zum c-Moll des folgenden Satzes.

### Zweiter Satz: Andante
c-Moll, 2/4-Takt, 70 Takte
Die Audiowiedergabe wird in deinem Browser nicht unterstützt. Du kannst die Audiodatei herunterladen.
Der Satz ist aus einem Hauptmotiv (Auftakt aus drei Sechzehnteln + Intervallschritt in Achteln) aufgebaut, dass zunächst dialogisch in den beiden Violinen in der Tonika c-Moll auftritt, unterlegt schreitender Achtelbewegung in Viola, Cello und Kontrabass. Die Bläser begleiten mit Farbtupfern. Ab Takt 11 erscheint das Hauptmotiv in der Tonikaparallele Es-Dur, nun wird der Dialog zwischen der 1. Violine einerseits sowie Flöten und Hörnern andererseits geführt. Das ganze Orchester ist durch Akkorde bzw. Tremolo beteiligt. Nach einer kontrastierenden Streicherpassage mit Chromatik, die in dissonanten Akkorden mündet (Takt 24/25), beendet die Schlussgruppe mit einer Variante vom Hauptmotiv die Exposition.
Ohne Wiederholung beginnt nun in Takt 32 die Durchführung, in der das Hauptmotiv dialogisch in den Streichern durch verschiedene Tonarten geführt wird. Die Reprise ab Takt 40 ist ähnlich der Exposition strukturiert. Die Schlussgruppe leitet ohne Pause und mit einem Crescendo zum dritten Satz über; hier wird das Crescendo aber gleich wieder zum Piano zurückgenommen.

### Dritter Satz: Allegro
Es-Dur, 3/8-Takt, 236 Takte
Die Audiowiedergabe wird in deinem Browser nicht unterstützt. Du kannst die Audiodatei herunterladen.
Als einziger Satz dieser Sinfonie weist das Allegro zwei melodische, tänzerische Themen auf. Das erste Thema mit charakteristischer Tonrepetition in seiner ersten Hälfte wird zunächst piano von den Streichern (ohne Bass) vorgestellt, dann eine Oktave höher im Forte des ganzen Orchesters wiederholt. Der Abschnitt ab Takt 16 greift die Schlussfloskel aus drei Noten vom ersten Thema (aus Takt 15, „Dreinotenmotiv“) in den Bläsern (abwärts) und den Violen (aufwärts) unter Tremolobegleitung der Violinen auf. In Takt 28 ist dann die Doppeldominante F-Dur erreicht, die dominantisch zum zweiten Thema in B-Dur überleitet. Auch im zweiten Thema mit tänzerisch-wiegendem Charakter wird die erste Hälfte zunächst von den Streichern (mit versetztem Einsatz) vorgestellt, dann mit Flötenbegleitung wiederholt, ehe die zweite Hälfte mit Tremolo der 2. Violine nachfolgt; auch die zweite Hälfte wird mit voller Bläserbegleitung wiederholt. Ab Takt 60 läuft die Schlussfloskel der zweiten Hälfte mit ihrem Triller allmählich aus.
Ohne Zäsur geht es in Takt 68 im Forte und mit Dissonanzen in die Durchführung über, die das Material des Abschnittes mit dem Dreinotenmotiv / Tremolo durch Modulationen und versetzten Einsatz der Motive verarbeitet. Zudem tritt – ebenfalls versetzt – in den Violinen ein Motiv mit großem Intervallsprung (bis über zwei Oktaven) abwärts auf, das aus dem ersten Thema ableitbar ist. Die großen Intervallsprünge des Motivs verselbständigen sich dann über einer Pendelbewegung zwischen D-Dur und g-Moll, die schließlich B-Dur erreicht und hier ausläuft. Mit einem ausformulierten, abwärts gehenden Septakkord auf B wird in Takt 124 die Reprise erreicht, die zunächst ähnlich der Exposition strukturiert ist. Das zweite Thema führt wieder in den Abschnitt mit dem Dreinotenmotiv / Tremolo, ehe in Takt 203 das erste Thema überraschend zum dritten Mal auftritt. Der Satz schließt mit dem Material des Dreinotenmotiv / Tremolo und sieben Takte lang energisch wiederholten Akkorden auf Es.